# Fenacylgroep

Algemene structuurformule van de fenacylgroep

Een fenacylgroep is in de organische chemie een aromatische functionele groep die gekenmerkt wordt door de binding van een fenylgroep met een acylgroep. De algemene formule luidt: RCH2(CO)C6H5. R is hier een vervangbaar atoom of atoomgroep. Wanneer R bijvoorbeeld Cl is, dan heet die stof fenacylchloride. De IUPAC-nomenclatuur voor deze stof is dan 2-chloor-1-fenylethanon.